# Nugát

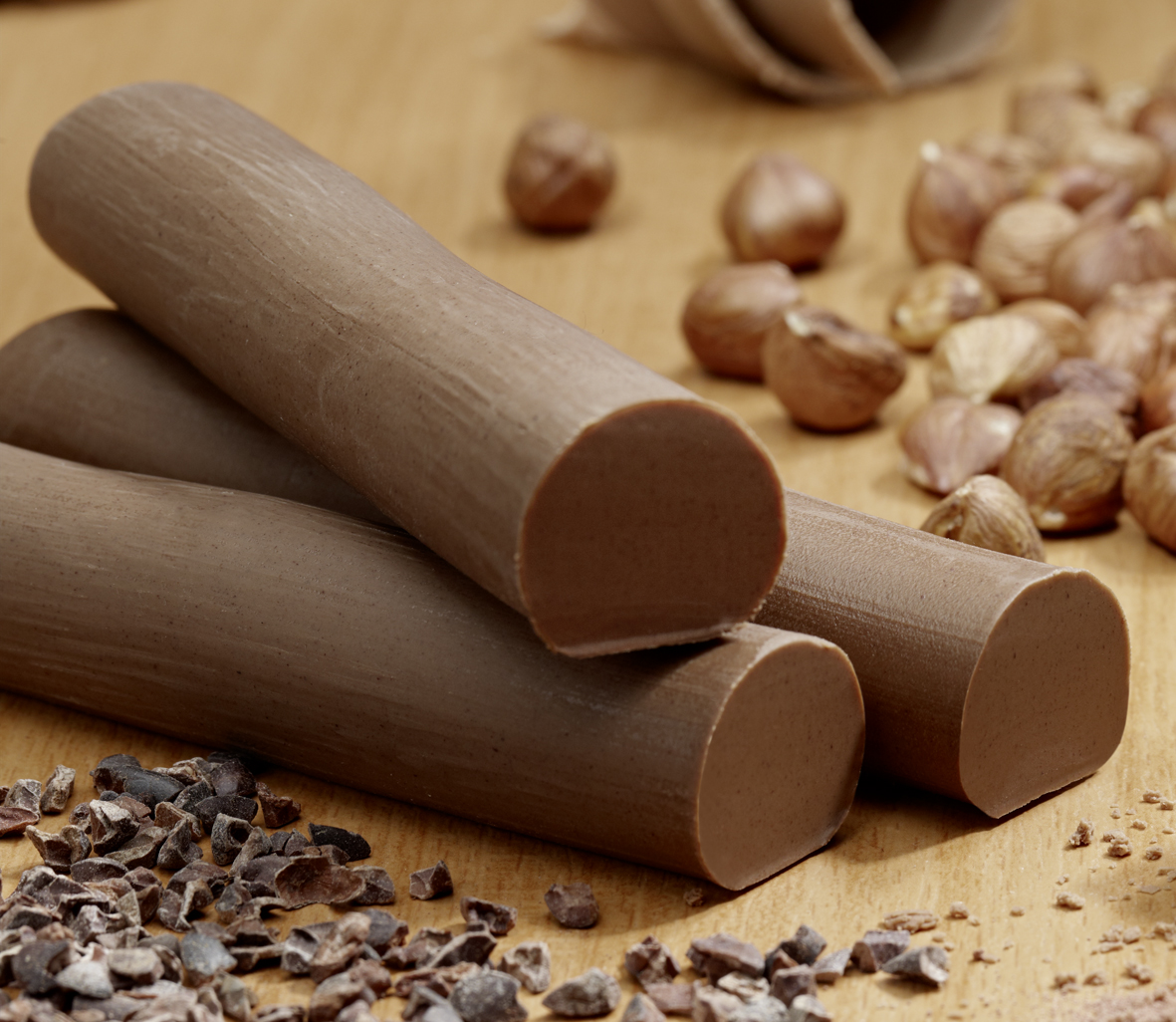
Nugátrudak

A nugát a magyar etimológiai nagyszótár szerint „őrölt pörkölt mogyoróból vagy dióból kakaóvajjal készült édesség”.

A valódi nugát pörkölt mogyoró, cukor és kakaóvaj elegye, amelyben ezek az anyagok olyan finoman vannak elkeverve, hogy szuszpenziót alkotnak. A finoman eloszlatott cukor és a mogyoró zsírmentes szárazanyaga tehát a kakaóvajban és az olajban lebeg. A nugátban, eltérően a marcipántól, a mogyorót pörkölt állapotban használják fel.

A nugát állaga erősen függ a felhasznált anyagok fajtájától, minőségétől és az elkészítés módjától, széleskörűen alkalmazzák különféle csokoládékban és egyéb édességekben is. Használhatják bonbonok vagy egyéb édességek töltelékeként (ilyenkor lágyabb állagú nugátkrémet készítenek), de önmagában formázva, vagy a formázást követően a termék felületét részben vagy egészben csokoládéval bevonva is megtalálható.
A nugátok olajos magos készítmények.

## Szó eredete
A szó francia eredetű, az édesség összetételére utalva a francia nougat nyomán, ez a provanszál nogatból ered, a noga („dió”) származékából, amely pedig a latin nux, nucis („dió”) szóból származik.

## Fajtái
A magyar előírások igazodva a cukrász hagyományokhoz meglehetősen egyértelműen meghatározzák, hogy Magyarországon mit tekintünk nugátnak, viszont a nemzetközi szakirodalomban a szó már kicsit tágabb értelmezést kap. Az itthon megszokott nugátot külföldön „barna” nugátként emlegetik, és a világban csak később terjedt el, szemben az ún. „fehér” nugáttal vagy „tojásnugáttal”, amelyet a 15. századi Itáliában készítettek először. Ennek összetevői között a tojásfehérjét is megtaláljuk. Sőt, külföldön a nugát egy harmadik fajtájának tekintik a csokoládé és mogyorókrém keverékét is.

## Minőségi követelmények
A hatályos magyar előírások szerint a nugát olajosmag-tartalmának legalább 25,0% (m/m) kell lennie. Az ebből készült termék megnevezésének tartalmaznia kell a nugát szót és az olajosmag fajtáját is, pl. mandulanugát, mogyorónugát.
Fizikai és kémiai jellemzők:

| Jellemző | A késztermék szárítási vesztesége legfeljebb, % (m/m) | A késztermék savtartalma, citromsavban kifejezve legfeljebb, % (m/m) | A késztermék zsírtartalma, szárazanyagra vonatkoztatva, legalább % (m/m) |
| -------- | ----------------------------------------------------- | -------------------------------------------------------------------- | ------------------------------------------------------------------------ |
| Nugát    | 3,0                                                   | 0                                                                    | 12,0                                                                     |

## Előállítása
A Magyar Élelmiszerkönyv szerint nugát (Azonosító szám: MÉ 2-84/11) akár pörkölt vagy pörköletlen mogyoróbélből, dióbélből, magbélhéjától megfosztott mandulabélből is készíthető. Cukorból, kakaóvajból aprítással és egyneműsítéssel állítják elő, a csokoládéval megegyező aprítottságú termék, amely gyakran természetes ízesítőanyagokat (pl. kakaópor, pörkölt kávé stb.) is tartalmaz.

Hagyományos elkészítés a Cukrászkönyv szerint:

„A mogyorót pörkölés és hajalás után durván megdaráljuk, majd finom porcukorral összekeverjük. Ezt a masszát hengerszéken kolloid finomságú péppé hengereljük. Ezt a pépet pralinémasszának is nevezik. A masszához több-kevesebb kakaóvajat adunk, attól függően hogy keményebb vagy lágyabb nugátot akarunk-e előállítani. A mogyoró és cukor aránya az eredeti nugátban 1:1.

Az eredeti nugát pótlására egyéb olajos magvakat és őrleményeiket is használhatjuk. Elsősorban pótolhatja a mandula a mogyorót. A mandulanugát közel egyenértékű a mogyorónugáttal. Felhasználásra kerülnek nugát előállítására: barackmag, napraforgómagbél, szójabab, szójaliszt.

Dióból is lehet nugátot készíteni, de a diónugát igen hamar megavasodik és élvezhetetlenné válik.

Az olcsóbb nugátféleségekben nemcsak a mogyorót pótoljuk egyéb olajos magvakkal, hanem a kakaóvajat is helyettesíthetjük 37°C alatti olvadáspontú, keményített ét(kezési) zsírral. A nugátkészítésre használt keményített étzsír olvadás- és dermedéspontja között ne legyen több mint 6 °C különbség. Ez azért szükséges, mert csak ilyen zsír olvad könnyen a szájban anélkül, hogy az áru már közönséges hőmérsékleten is olajat eresztene.

Csokoládés nugátot úgy készítünk, hogy kakaóvaj helyett egészben vagy részben kakaógyurmát adagolunk a masszához. A kakaógyurma adagolása a hengerélés előtt történik.”

## „Házi” nugát recept
Természetesen ahány cukrász, annyiféle változat, egy otthon is könnyen elkészíthető egyszerű recept az alábbi:

Hozzávalók: 30 dkg nugáthoz: 10 dkg hámozott, és pirított mogyoró, 10 dkg (nád)cukor, 10 dkg tejcsokoládé, 1 teáskanál vaj

A cukrot kávédarálóban nagyon finomra őröljük. Ezt követően a mogyorót is megdaráljuk kis adagokban. Az olajtartalma miatt ezt kissé nehezebb darálni! Amikor már krémesedik, tegyünk hozzá egy csapott evőkanál porcukrot, és azzal folytassuk a darálást. Értelem szerint addig, amíg minden hozzávaló nem lesz teljesen sima, puha. Ekkor gőz felett olvasszuk fel a tejcsokoládét. A megolvadt csokoládéba aztán kezdjük el belegyúrni a mogyorót és a cukrot. Addig gyúrjuk, amíg egy teljesen homogén, szép golyót nem tudunk formázni belőle.

Ekkor tegyük fóliába, és hűtőszekrényben akár 2 hétig is eltárolhatjuk így. Felhasználás előtt szobahőmérsékleten engedjük fel, majd gyúrjuk át.

## Híres magyar nugátok
A nugátokat sokan érdemtelenül a „lenézett” kategóriába sorolják. Ennek talán egyik oka, hogy a szocializmus idején kitalált pótnugátokban, a diót, mogyorót és mandulát napraforgómaggal helyettesítették, megpirították, majd hidrogénezett növényi zsírokat adtak hozzá kakaóvaj helyett. A nugát szó azóta rosszul hangzik, pedig az igazi nugát nemesebb anyag a csokoládénál!

A ’80-as években itthon sokféle nugát volt kapható, ezek jóval olcsóbbak voltak a valódi csokoládéknál, és a köznyelv pedig ezeket is „csoki” névvel illette.
- Bohóc „csoki”
- Kajla „csoki”